# Taraxacum sigmoideum
{{#ifeq:0|0|{{#if:Taraxacum sigmoideum|{{#if:|[[]}}|[[]]}}}}
Taraxacum sigmoideum — вид квіткових рослин родини айстрових (Asteraceae).

## Поширення
Ендемічна флора Ісландії.